# Wiosenna namiętność
Wiosenna namiętność (hiszp. El manantial) – meksykańska telenowela wyemitowana w latach 2001–2002. W rolach głównych Adela Noriega i Mauricio Islas.

## Obsada
- Adela Noriega – Alfonsina Valdés Rivero
- Mauricio Islas – Alejandro Ramírez Insunza
- Daniela Romo – Margarita Insunza de Ramírez
- Alejandro Tommasi – Justo Ramírez
- Olivia Bucio – Gertrudis Rivero
- Manuel Ojeda – Ojciec Salvador Valdés
- Karyme Lozano – Bárbara Luna Zaval
- Azela Robinson – Francisca Rivero Vda. de Valdés
- Patricia Navidad – María Magdalena „Malena” Osuna Castañeda
- Jorge Poza – Héctor Luna Zabal / Héctor Ramírez  Rivero
- Silvia Pasquel – Pilar Zaval de Luna
- Raymundo Capetillo – Dr. Álvaro Luna Castillo
- Angelina Peláez – Altagracia Herrera de Osuna
- Justo Martínez – Melesio Osuna
- Alejandro Aragón – Hugo Portillo
- Nuria Bages – Martha Eloísa Castañeda Vda. de Osuna
- César Évora – Rigoberto Valdés
- Sergio Reynoso – Fermín Aguirre
- Socorro Bonilla – Norma de Morales
- Gilberto de Anda – Joel Morales
- Rafael Mercadente – Gilberto Morales
- Lorena Enríquez – María Eugenia „Maru” Morales
- Leonor Bonilla – Mirna Barraza
- Socorro Avelar – Doña Catalina „Cata” Sosa
- Marga López – Matka Przełożona
- Marisol del Olmo – Mercedes
- Luis Couturier – Carlos Portillo
- Julio Monterde – Ojciec Juan Rosario
- Salim Rubiales – Javier Jiménez
- David Galindo – Cipriano Peña
- Ricardo de Pascual – Obispo
- Sergio Zaldivar – Esteban

## Wersja polska
W Polsce serial był emitowany w TVN. Opracowaniem wersji polskiej dla TVN zajęło się ITI Film Studio. Autorką tekstu była Karolina Władyka. Lektorem serialu był Piotr Borowiec.

## Nagrody i nominacje

### Premios Bravo 2002
| Kategoria                       | Osoby                                                                | Wynik   |
| ------------------------------- | -------------------------------------------------------------------- | ------- |
| Najlepszy aktor antagonista     | Alejandro Tommasi                                                    | Wygrana |
| Najlepsza aktorka antagonistka  | Daniela Romo                                                         | Wygrana |
| Najlepsza aktorka protagonistka | Adela Noriega                                                        | Wygrana |
| Najlepszy aktor protagonista    | Mauricio Islas                                                       | Wygrana |
| Najlepsza produkcja             | Carla Estrada                                                        | Wygrana |
| Najlepszy scenariusz            | José Cuauhtémoc Blanco, María del Carmen Peña i Víctor Manuel Medina | Wygrana |

Źródło: